# Acestrorhynchus
Acestrorhynchinae · Characin-chien à grandes écailles
Sous-famille
Genre
Acestrorhynchus est le seul genre de poissons d'eau douce de la sous-famille des Acestrorhynchinae (famille des Acestrorhynchidae). Ces espèces portent le nom vernaculaire de Characin-chien à grandes écailles.

## Liste des espèces
Selon World Register of Marine Species (25 mars 2025) :
- Acestrorhynchus abbreviatus (Cope, 1878)
- Acestrorhynchus altus Menezes, 1969
- Acestrorhynchus britskii Menezes, 1969
- Acestrorhynchus falcatus (Bloch, 1794)
- Acestrorhynchus falcirostris (Cuvier, 1819)
- Acestrorhynchus grandoculis Menezes & Géry, 1983
- Acestrorhynchus heterolepis (Cope, 1878)
- Acestrorhynchus isalineae Menezes & Géry, 1983
- Acestrorhynchus lacustris (Lütken, 1875)
- Acestrorhynchus maculipinna Menezes & Géry, 1983
- Acestrorhynchus microlepis (Jardine, 1841)
- Acestrorhynchus minimus Menezes, 1969
- Acestrorhynchus nasutus Eigenmann, 1912
- Acestrorhynchus pantaneiro Menezes, 1992

## Systématique
Le nom valide complet (avec auteur) de ce taxon est Acestrorhynchus Eigenmann & Kennedy (d), 1903,.
Ce taxon porte en français le nom vernaculaire ou normalisé suivant : Characin-chien à grandes écailles.
Acestrorhynchus a pour synonymes :
- Acestorhynchus
- Xiphoramphus
- Xiphorhamphus Müller & Troschel, 1844
- Xiphorhynchus Agassiz in Spix & Agassiz, 1829

### Étymologie
Le nom générique, Acestrorhynchus, est la combinaison en grec ancien de ἀκέστρα (akéstra), « aiguille à repriser », et de ῥύγχος (rhygkhos), « museau », et qui fait référence aux dents acérées sur les deux mâchoires.

### Publication originale
- (en) Carl H. Eigenmann et Clarence Hamilton Kennedy, « On a Collection of Fishes from Paraguay, with a Synopsis of the American Genera of Cichlids », Proceedings of the Academy of Natural Sciences of Philadelphia, Philadelphie, Académie des sciences naturelles de Philadelphie, vol. 55, no 2,‎ 1903, p. 497-537 (ISSN 0097-3157 et 1938-5293, OCLC 1382862, JSTOR 4062911, lire en ligne).